# Philip Absolon
Philip Absolon (24 de noviembre de 1960) es un artista británico y miembro fundador del grupo de arte Stuckistas, que exponen en la muestra del grupo, incluyendo el Punk Stuckistas victoriana en la Galería de Arte Walker en 2004, y la participación en manifestaciones contra Stuckista el Premio Turner. Él ha tenido problemas a largo plazo del desempleo, se muestra en su trabajo con imágenes de esqueletos. su tema principal es el gato, que estudia y describe en movimiento.

## Biografía
Philip Absolon nació en Erith, Kent, y es el tatara-tatara-nieto de la Victoria acuarelista Juan Absolon (1815-1895). Asistió a la Escuela Rede, Strood, y la Unidad Especial para la Educación, Chatham (es disléxico). 1977-1979, fue en el curso de Arte Fundación, Medway College of Art and Design, junto con artistas Stuckista futuro, Billy Childish y Bill Lewis, quien en 1979 formó el grupo de poetas de Medway rendimiento con Charles Thomson y otros tres. Este grupo-con la que Absolon leer, aunque él no era miembro formal — fue el núcleo del grupo de artistas Stuckismo fundada en 1999.

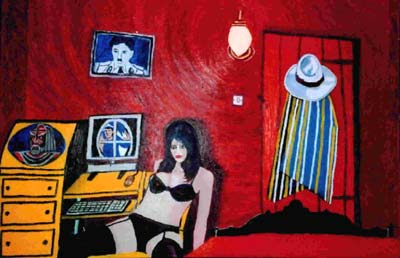
Philip Absolon. Primal Scream.

1979-1982, que hizo un curso de Diploma en la Escuela de Arte de Epsom, donde sus pinturas fueron arrojados en un contenedor bajo las órdenes del director. 1982-1993 se gastó en el paro o en programas de formación profesional para el trabajo de la computadora o en la oficina. En 1984, su solicitud de la Slade School of Art fue rechazada, por lo que en 1987 fue la solicitud de la Royal College of Art, a la que presentó las fotos de los gatos. 1993-94, fue el un curso de arte de Acceso Artes en Maidstone College of Art, y luego aceptó un grado a tiempo parcial, las restricciones financieras que le hizo incapaz de aceptar;. se le concedió entonces una beca para un curso a tiempo completo, pero su solicitud fue rechazada en 1999, fue aceptado para una NVQ en el cuidado del caballo, que no pudo terminar ya que tenía que realizar un proyecto de Gobierno obligatoria la colocación de trabajo. Infantil proporcionan una fuente de apoyo en los momentos difíciles Absolon.

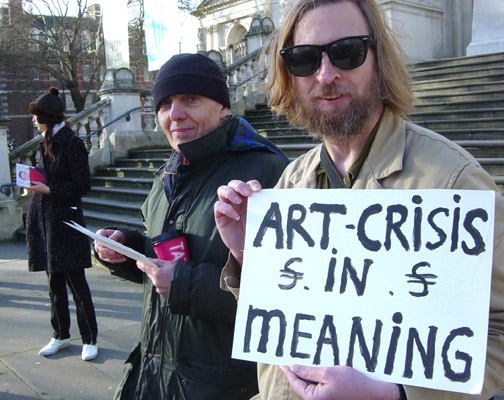
De izquierda a derecha: Emily Mann, John Bourne y Philip Absolon en el 2006 Stuckist Turner Prize demonstration

En 1999, fue uno de los miembros fundadores del grupo de artistas Stuckistas, lanzado por Thomson e infantil, tiene regularmente exhibidos en exposiciones Stuckista, y también participó en la mayoría de las manifestaciones del grupo contra el premio Turner en la Tate Britain. 2003-04, fue Artista en Residencia en el Centro de Educación de Adultos de Rochester, Kent. En 2004, fue uno de los catorce "fundador y destacado" los artistas de el Punk Stuckistas victoriana en la Galería de Arte Walker de la Bienal de Liverpool.

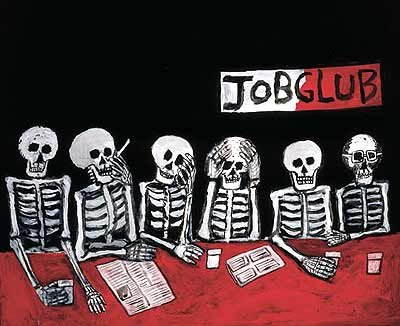
Philip Absolon. Job Club, c.1999.

John Davies, una iglesia de Liverpool de Inglaterra eligió vicario del Club Absolon de trabajo como su foto del mes de febrero de 2005, diciendo: "De todas las pinturas notables en el Stuckistas: Exposición victoriana Punk ... Philip Absolon de los más afectados mí me sale el. impresión de una gran cantidad de Stuckistas están muy acostumbrados a la vida en la margen de la sociedad, en el extremo receptor de la asistencia social al trabajo de las políticas que simplemente no funcionan para muchos cuadros Absolon es -. muchos en este estilo y sobre este tema - parecen haber nacido fuera de la horrible experiencia de estar en lugares como los clubes de empleo y de sentir, así, esquelético, muerto en vida ".
En julio de 2006, fue elegido por Matt Price en la Galería Saatchi de su Galería de fotos Your Gallery: Critic's Choice Price dijo:

Algunas de las pinturas del gato son clásicos, pero para mí las obras más interesantes son los que muestran personas y lugares insólitos ... Las obras aparecen modestamente extraño e ingenuo contento, y como tales son fascinantes pinturas, curiosa y entrañable.

Absolon fue uno de los diez "Stuckistas líder" en la exposición en el Oeste en el espectro galería londinense en octubre de 2006.
Viaja por Europa en tren para visitar los museos de arte y palacios. Él tiene un gran interés en el Imperio de los Hohenzollern alemanes (1871-1918), y le gusta el Arts Club en Mayfair, Londres. Él vive en una casa de campo en Norfolk, Inglaterra.

## Arte
Absolon ha llamado con regularidad desde que tenía dieciséis años, y todavía asiste a cursos de escultura, el dibujo y la pintura la vida. Siempre lleva un cuaderno de dibujo con él, el dibujo, por ejemplo, los clientes de cafées. Él estudia en el movimiento de los gatos y los atrae. los gatos y los esqueletos son los principales temas en su trabajo, que puede ser comparado con arte marginal, pero tiene mucha más profundidad.
Su método de trabajo es ampliar el dibujo original en una fotocopiadora y luego rastrearlo en el lienzo con papel de calco modista. Por lo general las pinturas 8-10 en la noche,. Una pintura de tomar hasta un mes para completar.
Él describió el origen de su Club de pintura, Job:

Todos ellos eran personas reales en un esquema de desempleados del gobierno. Ellos fueron los constructores, aparte de mí, y no quería estar allí. A todos nos ha estado haciendo tanto tiempo que pensé que terminaría muerto sigue haciendo. También les disfrazada, porque yo no quería que me golpearon. Son todos los retratos. Soy el del medio.

## Escritura
Su colección de poesía, reunión ilícita, fue publicado en 1994, y el miedo del deseo en 1999.

## Galería

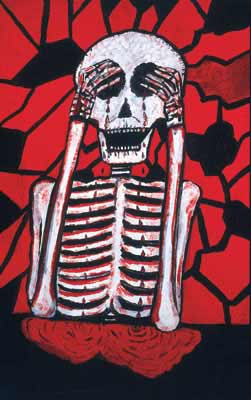
Breakdown
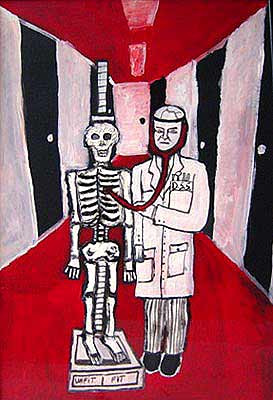
Fit for Work
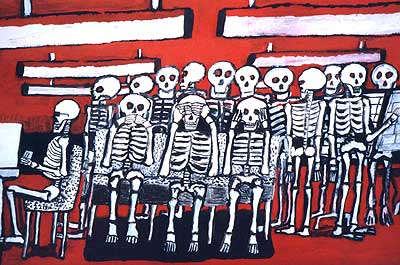
See No Evil, Hear No Evil, Speak No Evil
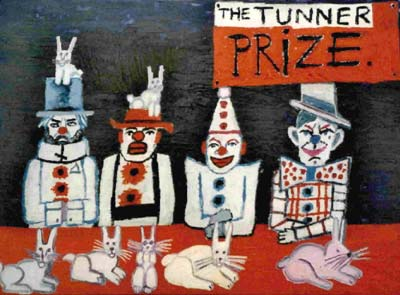
Turner Prize
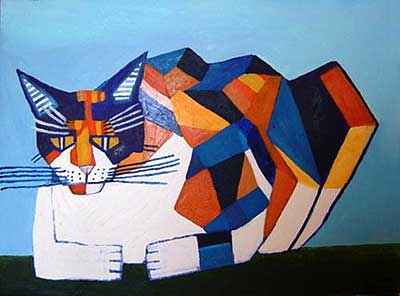
Cassie Thinking About Cubism
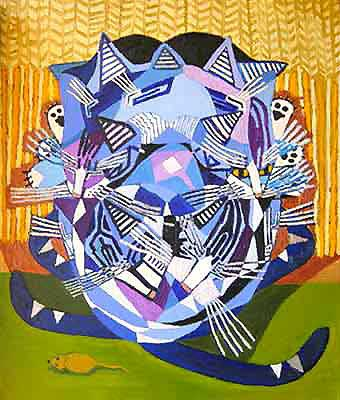
Cat Cleaning and Dead Mouse
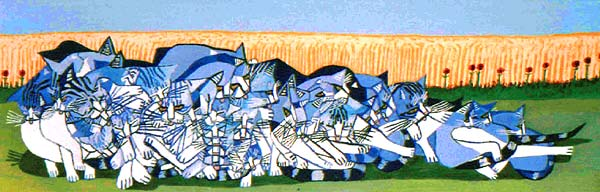
Cat Cleaning
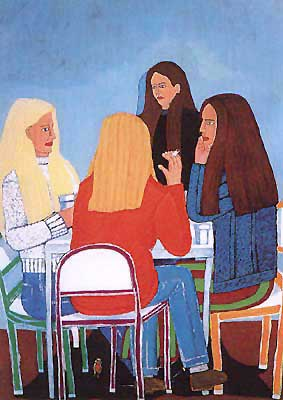
College Canteen